# Kyle Dake
Kyle Dake (Ithaca, 25 de fevereiro de 1991) é um lutador de estilo-livre estadunidense, medalhista olímpico.

## Carreira
Dake participou dos Jogos Olímpicos de Verão de 2020 em Tóquio, onde participou do confronto de peso meio-médio, conquistando a medalha de bronze após derrotar o italiano Frank Chamizo. Ele voltou a conseguir o bronze nos Jogos Olímpicos de Verão de 2024 em Paris na mesma categoria.